# Br'oz
Br'oZ é uma boy band brasileira de música pop, originalmente formada em 2003 por André Marinho, Filipe Duarte, Jhean Marcell, Matheus Rocha e Oscar Tintel. O grupo foi formado na versão brasileira do programa Popstars em 2003, exibido pelo SBT, mesmo programa que revelou a girl band Rouge no ano anterior.

## Carreira
Com menos de um ano de estrada, eles venderam mais de 350 mil cópias do álbum de estreia e 40 mil exemplares do primeiro DVD. O Br'oZ teve dois singles número um no Brasil: "Prometida" e "Vem Pra Minha Vida". Em 2004, cantaram a música "Esmeralda"  para ser tema de abertura da novela homônima. No mesmo ano, lançaram o álbum Segundo Ato, porém os integrantes Filipe e André anunciaram o fim do grupo no dia 28 de junho de 2005, no programa Boa Noite Brasil, apresentado por Gilberto Barros na Rede Bandeirantes. Em 2 de dezembro de 2010, a apresentadora Márcia Goldschmidt realizou em seu programa, Márcia, um reencontro dos membros, exibindo reportagens especiais sobre o grupo. O mesmo aconteceu em 16 de fevereiro de 2013, quando Gilberto Barros reuniu quatro dos cinco integrantes – exceto Matheus – no Sábado Total, ocasião em que eles interpretaram "Prometida".
Em junho de 2016, foi anunciado o retorno do grupo após 11 anos. Em entrevista, eles contaram que a ideia nasceu durante um churrasco na casa de Filipe, que também é vocalista do grupo Os Travessos e iria conciliar os dois projetos, assim como o restante. Além de sair em turnê pelo país, o projeto "Br'oZ: O Reencontro" consistia em lançamentos de canções inéditas, a primeira delas foi "Foi Melhor Assim", composta pelos cinco integrantes do grupo. Em 2018 Filipe deixou o grupo. 

## Integrantes
- André Marinho, nascido no Rio de Janeiro em 4 de dezembro de 1978 (46 anos).
- Filipe Duarte, nascido em Brasília em 5 de maio de 1981 (43 anos).
- Matheus Rocha, nascido em Sorocaba em 10 de junho de 1981 (43 anos).
- Jhean Marcell, nascido em Paranaguá em 28 de junho de 1981 (43 anos).
- Oscar Tintel, nascido em Salto em 26 de maio de 1982 (42 anos).

## Discografia

### Álbuns de estúdio
| Álbum       | Detalhes                                                                               | Melhores posições | Vendas      | Certificações  |
| Álbum       | Detalhes                                                                               | BRA (Anual)       | Vendas      | Certificações  |
| ----------- | -------------------------------------------------------------------------------------- | ----------------- | ----------- | -------------- |
| Br'oZ       | - Lançamento: 21 de outubro de 2003 - Formatos: CD, download digital - Gravadora: Sony | 16                | - : 350.000 | - PMB: Platina |
| Segundo Ato | - Lançamento: 26 de agosto de 2004 - Formatos: CD, download digital - Gravadora: Sony  | —                 | - : 150.000 |                |

### Álbuns de vídeo
| Álbum             | Detalhes                                                               | Vendas     | Certificações |
| ----------------- | ---------------------------------------------------------------------- | ---------- | ------------- |
| Os Novos Popstars | - Lançamento: 22 de dezembro de 2003 - Formatos: DVD - Gravadora: Sony | - : 40.000 | - PMB: Ouro   |

### Extended plays (EPs)
| Álbum                      | Detalhes                                                                                    |
| -------------------------- | ------------------------------------------------------------------------------------------- |
| Br'oZ no Estúdio Showlivre | - Lançamento: 18 de novembro de 2016 - Formatos: Download digital - Gravadora: Independente |
| Br'ozhood                  | - Lançamento: 29 de setembro de 2017 - Formatos: Download digital - Gravadora: Independente |

### Singles
| Canção                                   | Ano  | Álbum                     |
| ---------------------------------------- | ---- | ------------------------- |
| "Prometida"                              | 2003 | Br'oz                     |
| "Se Você não Está Aqui"                  | 2003 | Br'oz                     |
| "Tudo o que Você Quiser"                 | 2004 | Br'oz                     |
| "Vem pra Minha Vida"                     | 2004 | Segundo Ato               |
| "Toma Conta de Mim"                      | 2004 | Segundo Ato               |
| "Foi Melhor Assim"                       | 2016 | Br'ozhood                 |
| "Cheio de Vontade"                       | 2017 | Br'ozhood                 |
| "Cala a Boca e Vem Cá" (part. Dalto Max) | 2017 | Adicionado à nenhum álbum |
| "Insana"                                 | 2021 | Adicionado à nenhum álbum |

### Outras aparições
| Canção          | Ano  | Álbum     |
| --------------- | ---- | --------- |
| "Ela é Um Anjo" | 2004 | Esmeralda |

### Videoclipes
| Canção                  | Ano  | Diretor(es)        |
| ----------------------- | ---- | ------------------ |
| "Prometida"             | 2003 | Karina Ades        |
| "Se Você Não Está Aqui" | 2003 | Pietro Sargentelli |
| "Vem Pra Minha Vida"    | 2004 | MC Fernandes       |
| "Foi Melhor Assim"      | 2016 | Eddu Garcia        |

## Turnês
Oficiais
- Turnê Prometida (2003–04)
- Turnê Segundo Ato (2005)
- Br'oZ: O Reencontro (2016-18)

Promocionais
- Turnê Planeta Pop (com Rouge) (2004)